# 自同构
數學上，自同構（automorphism）是從一個数学对象到自身的同構，可以看為這對象的一個對稱，將這對象映射到自身而保持其全部結構的一個途徑。一個對象的所有自同構的集合是一個群，稱為自同構群，大致而言，是這對象的對稱群。

## 定義
自同構的精確定義，依賴於「數學物件」的種類，及這對象的「同構」的準確界定。可以定義這些概念的最一般情形，是在數學的一個抽象分支，稱為範疇論。範疇論是研究抽象對象和這些對象間的態射。
在範疇論中，自同構是一個自同態（即是一個對象到自身的一個態射）而同時為（範疇論所定義的）同構。
這是一個很抽象的定義，因為範疇論中，態射不一定是函數，對象不一定是集合。不過在更具象的情形中，對象會是有附加結構的集合，而態射會是保持這種結構的函數。
例如在抽象代數中，一個數學物件是代數結構，如群、環、向量空間等。一個同構就是雙射的同態（同態按代數結構而定， 例如群同態、環同態、線性算子）。
恆等態射（恆等映射）在某些情況稱為平凡自同構。相對地，其他（非恆等）自同構稱為非平凡自同構。

## 自同構群
令 {\displaystyle G} 為一個群。由 {\displaystyle G} 到自身群同構稱為 {\displaystyle G} 的一個自同構。所有 {\displaystyle G} 的自同構所構成的集合記為 {\displaystyle {\text{Aut}}(G)} ，該集合與複合作為群運算共同構成了一個群，稱為 {\displaystyle G} 的自同構群。它滿足群的公理：
- 閉合性：兩個自同態的複合是另一個自同態。
- 結合性：態射複合一定有結合性。
- 單位元素：單位元素是一個對象到自身的恆等映射，按定義一定存在。
- 逆元素：任一同構按定義都有一個也是同構的逆映射，由於這逆映射也是同一對象的自同態，所以是自同構。

在一個範疇C中的一個對象X的自同構群，記為AutC(X)，如果內文明顯看出該範疇，可簡記為Aut(X)。

## 例子
- 在集合論中，一個集合X的元素的任一個置換是一個自同構。X的自同構群也稱為X上的對稱群。
- 在初等算術中，整數集Z，考慮成在加法下的一個群，有唯一的非平凡自同構：取負。但是，考慮成一個環，便僅有平凡自同構。一般而言，取負是任何阿貝爾群的自同構，但不是一個環或域的自同構。
- 群自同構是一個群到自身的群同態。非正式而言，這是一個使得結構不變的群元素置換。對任何群G，有一個自然群同態G → Aut(G)，其像是內自同構群Inn(G)，其核是G的中心。因此若G有平凡中心，則可以嵌入到其自同構群之中。[1]
- 在線性代數中，向量空間V的一個自同態是一個線性算子 V → V。一個自同構是V上的一個可逆線性算子。當向量空間V是有限維的，其自同構群即是一般線性群GL(V)。
- 域自同構是從一個域到自身的一個雙射環同構。有理數域Q和實數域R都沒有非平凡域自同構。R的一些子域有非平凡域自同構，但不能擴展至整個R（因為它們不能保持一個數在R中有平方根的性質）。複數域C有唯一的非平凡自同構將R映至R：複共軛，但是有（不可數）無限多「野性」自同構（假設選擇公理）。[2][3]域自同構對域擴張理論很重要，尤其是伽羅瓦擴張。在一個伽羅瓦擴張L/K的情形，L的自同構中，在子域K上逐點固定的所有自同構所組成的子群，稱為該擴張的伽羅瓦群。
- p進數域Qp沒有非平凡自同構。
- 在圖論中，一個圖的圖自同構，是頂點的一個置換，使得邊與非邊保持不變：兩個頂點若有邊連接，則在置換下這兩頂點的像有邊連接，反之亦然。
- 在幾何學中，空間的一個自同構有時稱為空間的運動（英语：motion (geometry)）。一些特定名詞也會使用：
  - 在度量幾何中，一個自同構是一個自等距同構。空間的自同構群也稱為空間的等距群。
  - 在黎曼曲面範疇中，一個自同構是一個曲面到自身的雙全純（英语：Biholomorphism）映射（也稱為共形映射）。例如黎曼球面的自同構是莫比烏斯變換。
  - 一個微分流形M的自同構是從M到自身的微分同胚。自同構群有時記為Diff(M)。
  - 在拓撲學中，拓撲空間的態射是連續映射，一個拓撲空間的自同構是空間到自身的同胚，即是自同胚（見同胚群（英语：homeomorphism group））。在這例子中，一個態射是雙射的，並不足以使這態射為一個同構（因其逆映射未必連續）。

## 歷史
群自同構的一個最早期的例子，是愛爾蘭數學家威廉·哈密頓在1856年給出。在他的Icosian calculus中，他發現了一個2階的自同構，
寫道：
使得{\displaystyle \mu }是新的五次單位根，與之前的五次單位根{\displaystyle \lambda }以完美互反性的關係相關聯。

## 內自同構和外自同構
有一些範疇，特別是群、環、李代數，其中的自同構可以分為兩種，稱為「內」自同構和「外」自同構。
對群而言，內自同構就是群本身的元素的共軛作用。對一個群G的每個元素a，以a共軛是一個運算φa : G → G，定義為φa(g) = aga−1（或a−1ga；用法各異）。易知以a共軛是一個群自同構。內自同構組成 Aut(G)的一個正規子群，記作Inn(G)。
其他的自同構稱為外自同構。商群Aut(G) / Inn(G)通常記為Out(G)；非平凡元素是包含外自同構的陪集。
在任何有幺元的環或代數中的可逆元a，可以同樣定義內自同構。對於李代數，定義有少許不同。

## 另見
- 自同態環（英语：Endomorphism ring）
- 反自同構（英语：Antiautomorphism）
- 弗羅貝尼烏斯自同構
- 態射
- 特徵子群（英语：Characteristic subgroup）

## 外部連結
- Automorphism at Encyclopaedia of Mathematics （页面存档备份，存于）
- 埃里克·韦斯坦因. . MathWorld.